# Dendrobium bilobum
Dendrobium bilobum är en orkidéart som beskrevs av John Lindley. Dendrobium bilobum ingår i släktet Dendrobium, och familjen orkidéer. Inga underarter finns listade i Catalogue of Life.